# Hostus paroculus
Hostus paroculus là một loài nhện trong họ Oxyopidae. Chúng là loài duy nhất trong chi Hostus, được Eugène Simon miêu tả năm 1898.